# Allennes-les-Marais
Allennes-les-Marais ist eine französische Gemeinde mit 3549 Einwohnern (Stand: 1. Januar 2022) im Département Nord in der Region Hauts-de-France. Sie gehört zum Arrondissement Lille und zum Kanton Annœullin. Die Einwohner heißen Allennois(es).

## Geografie
Allennes-les-Marais liegt in der Landschaft Carembault, etwa 13 Kilometer südwestlich von Lille. An der nördlichen Gemeindegrenze fließt die kanalisierte Deûle entlang. Umgeben wird Allennes-les-Marais von den Nachbargemeinden Wavrin im Norden, Herrin im Nordosten und Osten, Gondecourt im Osten und Südosten, Carnin im Süden, Annœullin im Südwesten und Westen sowie Don im Nordwesten.

## Bevölkerungsentwicklung
| Jahr                       | 1962 | 1968 | 1975 | 1982 | 1990 | 1999 | 2006 | 2020 |
| Einwohner                  | 1658 | 1837 | 1893 | 2426 | 2773 | 3234 | 3407 | 3532 |
| Quellen: Cassini und INSEE |      |      |      |      |      |      |      |      |

## Sehenswürdigkeiten
- Schloss Wicart (auch: Schloss Verspieren) mit Mauer
- Waldschloss im Parc rue France
- Frühere Destillerie Collette
- Kalvarie aus dem 15./16. Jahrhundert
- Predigerhaus aus dem 18. Jahrhundert
- Taubenschlag aus dem Jahr 1779
- Kirche Saint-Nicolas aus dem 15. Jahrhundert

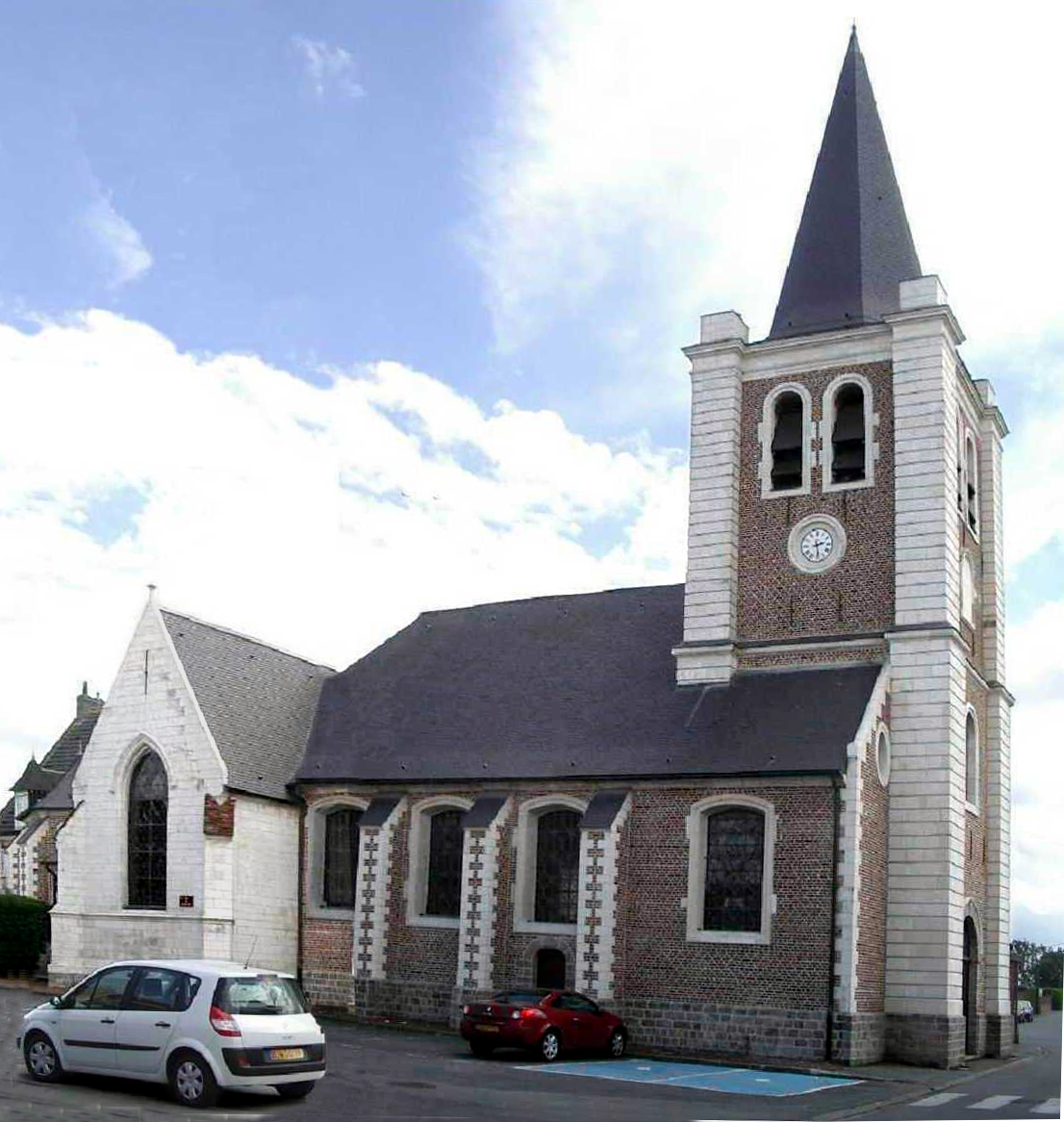
Kirche Saint-Nicolas
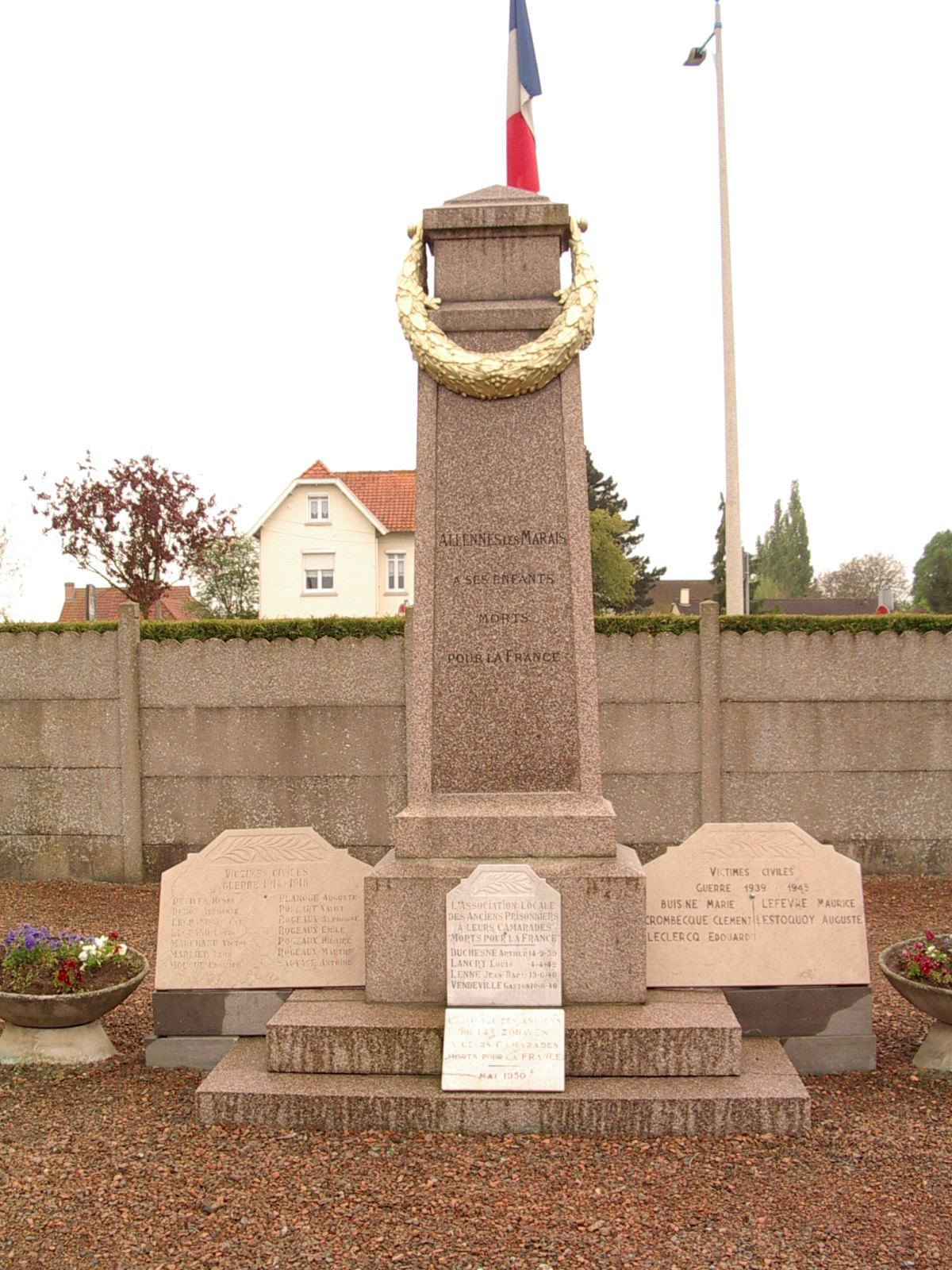
Gefallenendenkmal
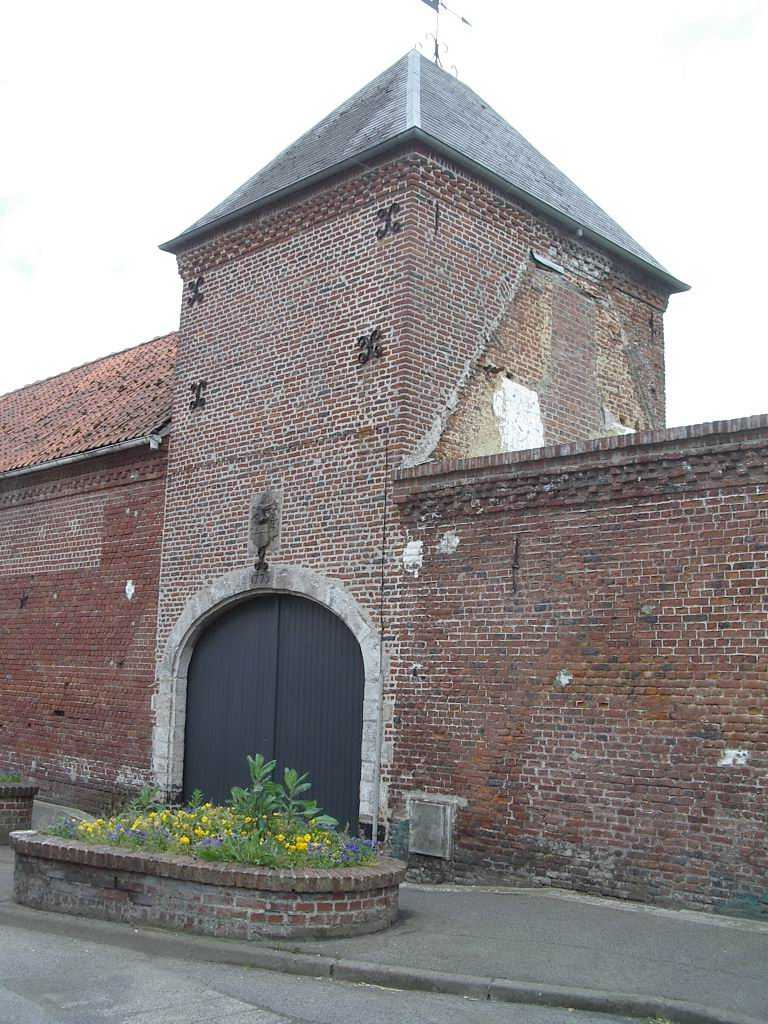
Taubenturm

## Gemeindepartnerschaft
Mit der polnischen Gemeinde Białobrzegi in der Woiwodschaft Masowien besteht eine Partnerschaft.